# Oncidium uniflorum
Oncidium uniflorum là một loài phong lan đặc hữu của miền nam và đông nam Brasil.